# すのこ

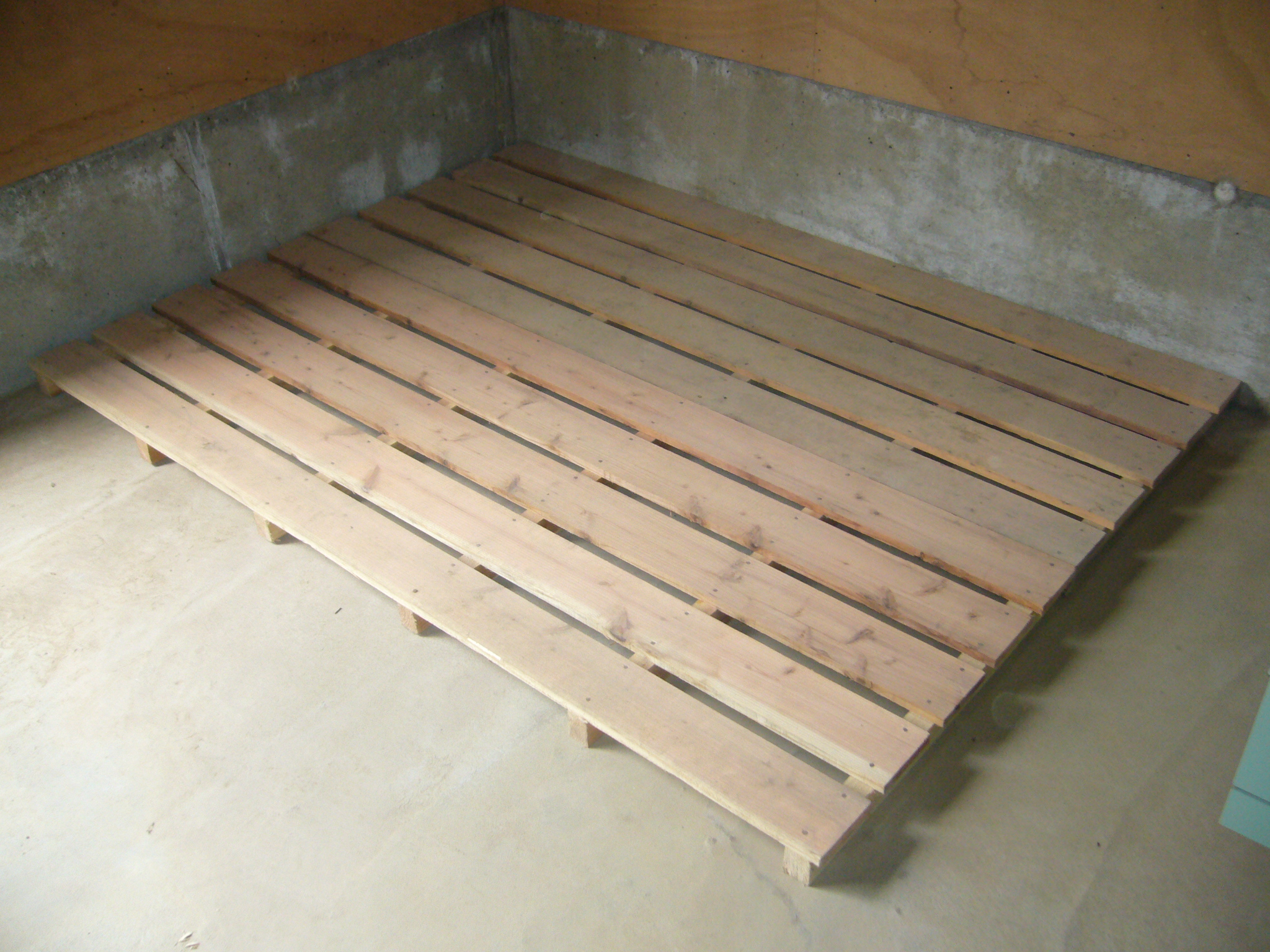
すのこ

すのこ（簀子、簀の子）は木材や竹材を一定の間隔で角材の上に直角に打ち付けたもの。
外見が似ているが、資材や荷物を移動・運搬する際に使用される木製の台はパレットといい、すのことは別の物である（構造や強度が違う）。
三重県の一部地方では「さな板（いた）」、愛知県などでは「ざら板（いた）」、滋賀県では「みざら」とも呼ばれている。

## 用途
滑りを防止するために風呂場の床に敷いたり、湿気による収納物のカビの発生を予防するために押入れの床部に敷いて使われている。

### 通気
湿気予防においては、空気の流通が行われる（対象物が放湿した湿気を含む空気が、乾いた空気と入れ替わる）ようになることがまず大きい。次に、木は水気を吸い取りそれを発散させるので、すのこは湿気の多いところで重宝される。
敷き布団の下に敷くためのすのこや、従来のマットレスをすのこと布団に置き換えた「すのこベッド」も登場している。
すのこの材質は主にひのきが使用される。ひのきは水気に強く、材質強度に粘りがあるため割れにくいと言われている。もっとも、通気性・吸湿性の面では他の木材でも同様の効果が得られるので、放湿面から見れば必ずしも高価な檜材にこだわる必要はない。

### パソコン用
ノートパソコンやゲーム機の冷却を目的とした、アルミニウム製のすのこも存在する。これらの機器の底面の脚は可搬性・安定性のために極めて短く、底面の空気流動性は大きくはない。通常の機種ではそのままで支障はない。しかし、高性能（≒高発熱）な機種等で冷却が追いつかない場合には、「熱くなった筐体の底面を流通する空気と触れさせて放熱を少しでも促すため」か「底面にある吸気口の抵抗軽減のため」のいずれか、または両方のためにすのこを使用するユーザーがいる。
しかし、実際の効果はそれほど大きなものではないと検証されている。

## 寝殿造
簀子または簀子敷と呼ばれ、寝殿造の廂の外側をめぐる濡れ縁で、高欄が付く。通路としての役割のほか、廂との境の御簾や几帳を挟んでの応接の場として、あるいは南庭で儀式や行事が行われる際には、物見の席としても使われた。

## 舞台装置
舞台上部に設ける舞台幕や吊り物を設置するための簀の子張りの装置を簀の子またはブドウ棚という。プロセニアム（舞台と客席との間の開口部）から簀の子までの空間を総称してフライズといい緞帳や照明器具を設置する。